# Macrodorcas melliana
Macrodorcas melliana es una especie de coleóptero de la familia Lucanidae.

## Distribución geográfica
Habita en China.